# 裸の王様 (LOVE PSYCHEDELICOの曲)
「裸の王様」（はだかのおうさま）は、日本の音楽グループLOVE PSYCHEDELICOの6枚目のシングルである。2002年7月24日発売。発売元はビクターエンタテインメント。

## 概要
- PV監督は井上靖雄。

## 収録曲
| 全作詞・作曲・編曲: LOVE PSYCHEDELICO。 |                         |                   |                   |      |
| #                                       | タイトル                | 作詞              | 作曲・編曲        | 時間 |
| 1.                                      | 「裸の王様」            | LOVE PSYCHEDELICO | LOVE PSYCHEDELICO | 6:03 |
| 2.                                      | 「This is a love song」 | LOVE PSYCHEDELICO | LOVE PSYCHEDELICO | 4:14 |
| 3.                                      | 「GRAPEFRUITS」         | LOVE PSYCHEDELICO | LOVE PSYCHEDELICO | 3:31 |

*「This is a love song」は、NEIL&IRAIZAの「This is not a love song」に対するアンサーソング。

## 収録アルバム

### 裸の王様
- オリジナル『LOVE PSYCHEDELICO III』（2004年2月25日）

### GRAPEFRUITS
- オリジナル『LOVE PSYCHEDELICO III』（2004年2月25日）